# Коридор (типографія)

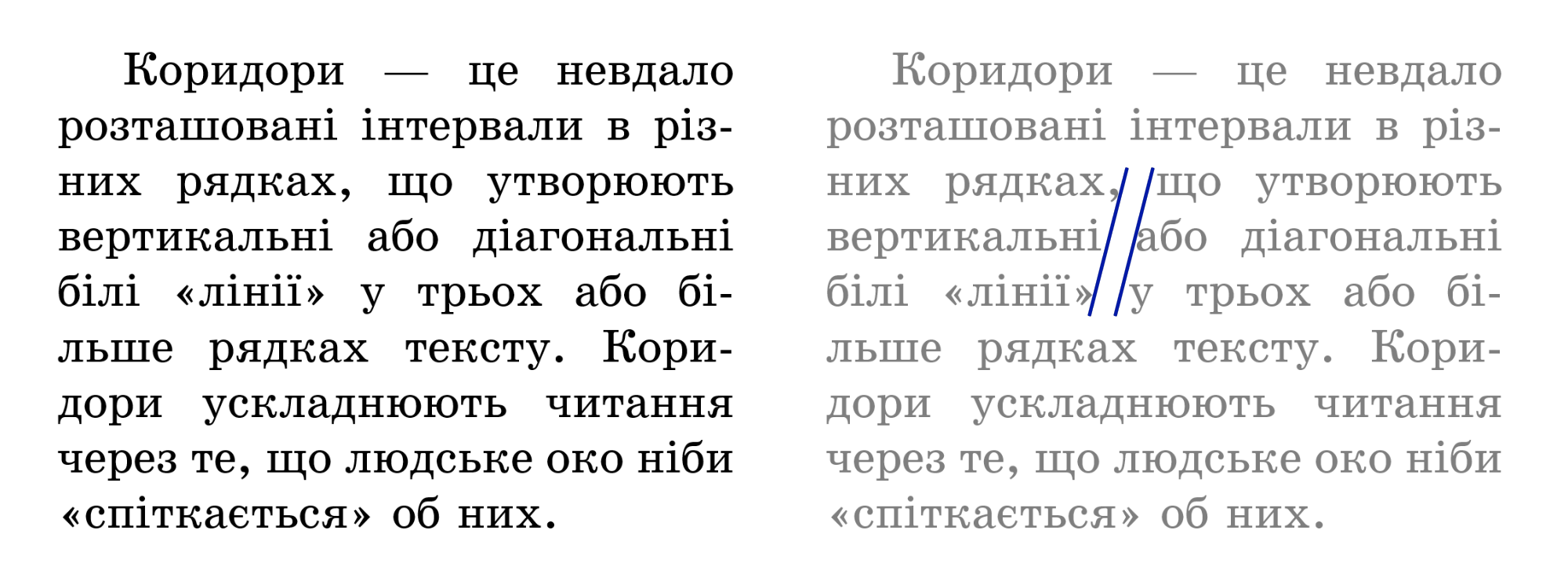
Коридор у тексті

Коридо́р (англ. river — річка) — термін у типографії, що позначає низку пробілів у суміжних рядках, вишикуваних у вертикальну чи похилу лінію. Коридори є дефектом верстки, адже вони збивають увагу ока від горизонтального напряму, таким чином погіршуючи зчитуваність тексту. Аби пришвидшити виявлення коридорів у тексті, друкований текст можна перевернути догори дригом, а текст на моніторі просто розмити.
Коридори можуть з'явитися внаслідок використання будь-якого шрифту, однак їх найбільше видно за наявності широких пропусків для вирівнення тексту за шириною чи розділення речень, а також за використання моноширинного шрифту. Іншою причиною появи коридорів може бути повторення довгого слова з регулярним проміжком — наприклад, максимізація чи оптимізація, — за малої загальної ширини тексту.
Схожий ефект можна спостерігати за наявності низки інших малопримітних символів — крапок, багатокрапки чи тире, оскільки важлива не так наявність вільного простору підряд, скільки зміщення акценту з рядків горизонтального тексту, які йдуть рівно, та проміжків між ними на інші напрямки. Крайній випадок — навіть наявність двох тире на кінці рядка відволікає очі від читання.